# Associazione Calcistica Perugia Calcio 2015-2016
Questa voce raccoglie le informazioni riguardanti l'Associazione Calcistica Perugia Calcio nelle competizioni ufficiali della stagione 2015-2016.

## Stagione
Nella stagione 2015-2016 il Perugia disputa il ventitreesimo campionato di Serie B della sua storia. Raccoglie 55 punti con il decimo posto finale. Affidato al tecnico Pierpaolo Bisoli ottiene 30 punti nel girone di andata e 25 nel ritorno, ma è lontano 13 punti dai Play-off e 10 punti dai Play-out. Matteo Ardemagni con 13 reti, delle quali 11 firmate in campionato e 2 in Coppa Italia, risulta il miglior marcatore degli umbri. Nella Coppa Italia Tim Cup nel secondo turno il Perugia supera (3-1) la Reggiana, poi nel terzo turno esce dal torneo, superato (2-0) dal Milan.

## Divise e sponsor
Il fornitore ufficiale di materiale tecnico per la stagione 2015-2016 è FG Sport, mentre lo sponsor di maglia è Officine Piccini.
| Casa | Trasferta | 3ª divisa |

## Organigramma societario
Area direttiva
- Presidente: Massimiliano Santopadre
- Vicepresidente: Stefano Cruciani
- Direttore generale: Marco Lucarini
- Segretario generale: Ilvano Ercoli
- Segretario sportivo: Simone Ottaviani
- Area marketing: Marco Santoboni
- Ufficio stampa: Francesco Baldoni e Pietro Pallotti

Area tecnica
- Responsabile: Roberto Goretti
- Direttore sportivo: Marcello Pizzimenti
- Team manager: Simone Rubeca
- Allenatore: Pierpaolo Bisoli
- Allenatore in seconda: Michele Tardioli
- Preparatore dei portieri: Marco Bonaiuti
- Preparatore atletico: Andrea Mortati e Riccardo Ragnacci

Settore giovanile
- Allenatore Primavera: Valeriano Recchi

Area sanitaria
- Medico sociale: Giuseppe De Angelis e Mauro Faleburle
- Massofisioterapisti: Stefano Gigli, Renzo Luchini ed Andrea Sportellini
- Fisioterapisti: Melodi Protasi e Federico Sportellini

## Rosa
| N. |                           | Ruolo | Calciatore                  |
| -- | ------------------------- | ----- | --------------------------- |
| 1  | Italia (bandiera)         | P     | Antonio Rosati              |
| 2  | Italia (bandiera)         | D     | Edoardo Pettinelli          |
| 2  | Croazia (bandiera)        | D     | Mato Miloš                  |
| 3  | Italia (bandiera)         | C     | Francesco Della Rocca       |
| 4  | Italia (bandiera)         | D     | Gianluca Comotto (capitano) |
| 5  | Italia (bandiera)         | C     | Stefano Guberti             |
| 6  | Brasile (bandiera)        | C     | Filipe Gomes Ribeiro        |
| 6  | Italia (bandiera)         | D     | Salvatore Monaco            |
| 7  | Italia (bandiera)         | C     | Leonardo Spinazzola         |
| 8  | Italia (bandiera)         | C     | Giuseppe Rizzo              |
| 9  | Italia (bandiera)         | A     | Matteo Ardemagni            |
| 10 | Brasile (bandiera)        | C     | Rodrigo Taddei              |
| 11 | Brasile (bandiera)        | A     | Fábio Ayres                 |
| 12 | Italia (bandiera)         | P     | Alessandro Piacenti         |
| 13 | Italia (bandiera)         | D     | Marco Rossi                 |
| 14 | Italia (bandiera)         | D     | Massimo Volta               |
| 15 | Costa d'Avorio (bandiera) | C     | Pierre Desiré Zebli         |
| 16 | Guadalupa (bandiera)      | A     | Raphael Mirval              |

| N. |                                 | Ruolo | Calciatore                        |
| -- | ------------------------------- | ----- | --------------------------------- |
| 17 | Italia (bandiera)               | D     | Nicola Belmonte                   |
| 18 | Italia (bandiera)               | D     | Lorenzo Del Prete (vice capitano) |
| 19 | Ghana (bandiera)                | D     | Masahudu Alhassan                 |
| 20 | Ghana (bandiera)                | C     | Amidu Salifu                      |
| 20 | Bosnia ed Erzegovina (bandiera) | C     | Sanjin Prcić                      |
| 21 | Italia (bandiera)               | A     | Samuel Di Carmine                 |
| 21 | Uruguay (bandiera)              | A     | Rodrigo Aguirre                   |
| 22 | Rep. Ceca (bandiera)            | P     | Lukáš Zima                        |
| 23 | Italia (bandiera)               | D     | Gianluca Mancini                  |
| 24 | Colombia (bandiera)             | A     | Alexis Zapata                     |
| 26 | Italia (bandiera)               | D     | Mattia Proietti                   |
| 28 | Italia (bandiera)               | C     | Davide Lanzafame                  |
| 28 | Italia (bandiera)               | A     | Salvatore Molina                  |
| 27 | Italia (bandiera)               | A     | Vittorio Parigini                 |
| 30 | Costa d'Avorio (bandiera)       | A     | Jean-Armel Drolé                  |
| 33 | Italia (bandiera)               | A     | Rolando Bianchi                   |
| 34 | Lettonia (bandiera)             | C     | Daniels Jakovlevs                 |
| 36 | Camerun (bandiera)              | C     | Joss Didiba                       |

## Calciomercato

### Sessione estiva
| Acquisti | Acquisti                   | Acquisti       | Acquisti      |
| R.       | Nome                       | da             | Modalità      |
| -------- | -------------------------- | -------------- | ------------- |
| P        | Alessandro Piacenti        | Parma          | definitivo    |
| P        | Antonio Rosati             | Fiorentina     | definitivo    |
| P        | Lukáš Zima                 | Genoa          | prestito      |
| D        | Masahudu Alhassan          | Udinese        | definitivo    |
| D        | Nicola Belmonte            | Catania        | definitivo    |
| D        | Michele Franco             | Salernitana    | fine prestito |
| D        | Gianluca Mancini           | Fiorentina     | prestito      |
| D        | Marco Rossi                | Varese         | fine prestito |
| D        | Massimo Volta              | Sampdoria      | definitivo    |
| D        | Andrea Zanchi              | Tuttocuoio     | fine prestito |
| C        | Francesco Della Rocca (II) | Palermo        | definitivo    |
| C        | Filipe Gomes Ribeiro       | Lecce          | fine prestito |
| C        | Giuseppe Rizzo             | Reggina        | definitivo    |
| C        | Leonardo Spinazzola        | Juventus       | prestito      |
| A        | Samuel Di Carmine          | Juve Stabia    | definitivo    |
| A        | Jean-Armel Drolé           |                | libero        |
| A        | Amidu Salifu               | Fiorentina     | prestito      |
| D        | Alexis Zapata              | Udinese        | prestito      |
| A        | Pierre Desiré Zebli        | Internazionale | prestito      |

| Cessioni | Cessioni             | Cessioni        | Cessioni      |
| R.       | Nome                 | a               | Modalità      |
| -------- | -------------------- | --------------- | ------------- |
| P        | Marco Amelia         | Castelli Romani | definitivo    |
| P        | Jan Koprivec         | Anorthosis      | definitivo    |
| P        | Ivan Provedel        | ChievoVerona    | fine prestito |
| D        | Marco Baldan         | Lumezzane       | prestito      |
| D        | Alessandro Crescenzi | Roma            | fine prestito |
| D        | Davide Faraoni       | Udinese         | fine prestito |
| D        | Michele Franco       | Salernitana     | definitivo    |
| D        | Edoardo Goldaniga    | Juventus        | fine prestito |
| D        | Ahmed Hegazy         | Fiorentina      | fine prestito |
| D        | Alessio Lo Porto     | Ternana         | definitivo    |
| D        | Andrea Mantovani     | Vicenza         | definitivo    |
| D        | Vinícius Freitas     | Lazio           | fine prestito |
| D        | Andrea Zanchi        | Matera          | fine prestito |
| C        | Niccolò Fazzi        | Fiorentina      | fine prestito |
| C        | Marco Fossati        | Milan           | fine prestito |
| C        | Guillermo Giacomazzi |                 | fine carriera |
| C        | Matteo Lignani       | Ancona          | definitivo    |
| C        | Gianluca Nicco       | Alessandria     | definitivo    |
| C        | Matti Lund Nielsen   | Pescara         | fine prestito |
| C        | Giuseppe Rizzo       | Reggina         | fine prestito |
| D        | Valerio Verre        | Udinese         | fine prestito |
| A        | Diego Falcinelli     | Sassuolo        | fine prestito |
| A        | Kevin Méndez         | Roma            | fine prestito |

### Sessione invernale
| Acquisti | Acquisti         | Acquisti | Acquisti   |
| R.       | Nome             | da       | Modalità   |
| -------- | ---------------- | -------- | ---------- |
| D        | Mato Miloš       | Rijeka   | prestito   |
| D        | Salvatore Monaco | Arezzo   | definitivo |
| C        | Salvatore Molina | Atalanta | prestito   |
| C        | Sanjin Prcić     | Torino   | prestito   |
| A        | Rodrigo Aguirre  | Udinese  | prestito   |
| A        | Rolando Bianchi  | Maiorca  | definitivo |

| Cessioni | Cessioni             | Cessioni       | Cessioni      |
| R.       | Nome                 | a              | Modalità      |
| -------- | -------------------- | -------------- | ------------- |
| D        | Gianluca Comotto     |                | ritiro        |
| D        | Mattia Proietti      | Gubbio         | prestito      |
| C        | Filipe Gomes Ribeiro | Partizani      | prestito      |
| C        | Davide Lanzafame     | Novara         | definitivo    |
| A        | Samuel Di Carmine    | Virtus Entella | prestito      |
| A        | Marco Boscolo Zemelo | Melfi          | prestito      |
| A        | Edoardo Pettinelli   | Sambenedettese | prestito      |
| A        | Amidu Salifu         | Fiorentina     | fine prestito |

## Risultati

### Serie B

#### Girone di andata
| Arbitro: | Maresca (Napoli) |

|                             |           |  |
| Del Prete 45’ Ardemagni 73’ | Marcatori |  |

| Arbitro: | Pinzani (Empoli) |

|                          |           |                |
| Memushaj 30’ Caprari 76’ | Marcatori | 90’ Di Carmine |

| Perugia 19 settembre 2015, ore 15:00 CEST 3ª giornata | Perugia         | 0 – 0 referto | Crotone | Stadio Renato Curi\| Arbitro: \| Pezzuto (Lecce) \| |
| Arbitro:                                              | Pezzuto (Lecce) |               |         |                                                     |

| Arbitro: | Manganiello (Pinerolo) |

|              |           |  |
| Brezovec 36’ | Marcatori |  |

| Perugia 26 settembre 2015, ore 15:00 CEST 5ª giornata | Perugia          | 0 – 0 referto | Cesena | Stadio Renato Curi\| Arbitro: \| Abisso (Palermo) \| |
| Arbitro:                                              | Abisso (Palermo) |               |        |                                                      |

| Erice 5 ottobre 2015, ore 20:30 CEST 6ª giornata | Trapani           | 0 – 0 referto | Perugia | Stadio Polisportivo Provinciale\| Arbitro: \| Ghersini (Genova) \| |
| Arbitro:                                         | Ghersini (Genova) |               |         |                                                                    |

| Perugia 11 ottobre 2015, ore 15:00 CEST 7ª giornata | Perugia           | 0 – 0 referto | Virtus Entella | Stadio Renato Curi\| Arbitro: \| Sacchi (Macerata) \| |
| Arbitro:                                            | Sacchi (Macerata) |               |                |                                                       |

| Arbitro: | Pairetto (Nichelino) |

|                       |           |               |
| Ammari 20’ Acosty 30’ | Marcatori | 12’ Del Prete |

| Arbitro: | Maresca (Napoli) |

|  |           |                      |
|  | Marcatori | 57’ (rig.) Ardemagni |

| Perugia 27 ottobre 2015, ore 20:30 CET 10ª giornata | Perugia           | 0 – 0 referto | Cagliari | Stadio Renato Curi\| Arbitro: \| Ghersini (Genova) \| |
| Arbitro:                                            | Ghersini (Genova) |               |          |                                                       |

| Arbitro: | Pasqua (Tivoli) |

|            |           |               |
| Franco 25’ | Marcatori | 49’ Ardemagni |

| Arbitro: | Rapuano (Rimini) |

|                         |           |  |
| Del Prete 32’ Ayres 62’ | Marcatori |  |

| Arbitro: | Baracani (Firenze) |

|           |           |  |
| Cacia 77’ | Marcatori |  |

| Arbitro: | Ripa (Nocera Inferiore) |

|                                                    |           |  |
| Belmonte 15’ Parigini 30’ Ardemagni 85’ Zapata 90’ | Marcatori |  |

| Arbitro: | Manganiello (Pinerolo) |

|             |           |                             |
| Gavazzi 36’ | Marcatori | 49’ Di Carmine 65’ Parigini |

| Arbitro: | Minelli (Varese) |

|               |           |  |
| Di Carmine 8’ | Marcatori |  |

| Arbitro: | Pasqua (Tivoli) |

|              |           |                                                 |
| Parigini 64’ | Marcatori | 16’ Corazza 61’ Evacuo 74’ Faragò 85’ Gălăbinov |

| Arbitro: | Ghersini (Genova) |

|             |           |  |
| Sabelli 67’ | Marcatori |  |

| Arbitro: | Candussio (Cervignano del Friuli) |

|                                           |           |             |
| Drolé 56’ Ardemagni 71’, 90’ Parigini 74’ | Marcatori | 33’ Moscati |

| Arbitro: | Di Paolo (Avezzano) |

|  |           |               |
|  | Marcatori | 25’ A. Zapata |

| Arbitro: | Martinelli (Roma) |

|  |           |                |
|  | Marcatori | 86’ Giacomelli |

#### Girone di ritorno
| Arbitro: | Illuzzi (Molfetta) |

|          |           |  |
| Ganz 36’ | Marcatori |  |

| Arbitro: | Saia (Palermo) |

|  |           |                                                         |
|  | Marcatori | 26’ (aut.) M. Rossi 66’ Lapadula 70’ Benali 73’ Caprari |

| Arbitro: | Chiffi (Padova) |

|             |           |                          |
| Zampano 42’ | Marcatori | 52’ R. Bianchi 61’ Volta |

| Perugia 6 febbraio 2016, ore 15:00 CET 25ª giornata | Perugia      | 0 – 0 referto | Spezia | Stadio Renato Curi\| Arbitro: \| Nasca (Bari) \| |
| Arbitro:                                            | Nasca (Bari) |               |        |                                                  |

| Arbitro: | Candussio (Cervignano del Friuli) |

|                     |           |               |
| Falco 79’ Ciano 89’ | Marcatori | 54’ Ardemagni |

| Arbitro: | Pezzuto (Lecce) |

|  |           |                              |
|  | Marcatori | 75’ Coronado 80’ Torregrossa |

| Arbitro: | Illuzzi (Molfetta) |

|                                |           |           |
| Masucci 8’ Caputo 90+1’ (rig.) | Marcatori | 87’ Prcić |

| Arbitro: | Ripa (Nocera Inferiore) |

|                   |           |  |
| Ardemagni 2’, 63’ | Marcatori |  |

| Arbitro: | Pairetto (Nichelino) |

|           |           |  |
| Prcić 84’ | Marcatori |  |

| Arbitro: | Sacchi (Macerata) |

|  |           |                     |
|  | Marcatori | 33’ Prcić 90’ Miloš |

| Arbitro: | Aureliano (Bologna) |

|             |           |                 |
| Aguirre 16’ | Marcatori | 74’ (rig.) Coda |

| Arbitro: | Candussio (Cervignano del Friuli) |

|  |           |           |
|  | Marcatori | 74’ Ayres |

| Arbitro: | Ros (Pordenone) |

|  |           |                      |
|  | Marcatori | 45’ Jankto 52’ Addae |

| Arbitro: | Abbattista (Molfetta) |

|                                   |           |                    |
| And. Caracciolo 36’ Calabresi 90’ | Marcatori | 19’, 29’ Ardemagni |

| Arbitro: | Ripa (Nocera Inferiore) |

|                          |           |  |
| Aguirre 13’ Belmonte 60’ | Marcatori |  |

| Arbitro: | Nasca (Bari) |

|                        |           |  |
| Granoche 29’, 32’, 75’ | Marcatori |  |

| Arbitro: | Pairetto (Nichelino) |

|                         |           |                         |
| González 35’ Evacuo 88’ | Marcatori | 15’ Guberti 76’ Aguirre |

| Perugia 30 aprile 2016, ore 15:00 CEST 39ª giornata | Perugia        | 0 – 0 referto | Bari | Stadio Renato Curi (9.422 spett.)\| Arbitro: \| Saia (Palermo) \| |
| Arbitro:                                            | Saia (Palermo) |               |      |                                                                   |

| Arbitro: | Di Paolo (Avezzano) |

|                 |           |               |
| Vantaggiato 30’ | Marcatori | 68’ C. Zapata |

| Arbitro: | Maresca (Napoli) |

|               |           |                                |
| Del Prete 72’ | Marcatori | 13’ Mustacchio 90+1’ Ardizzone |

| Vicenza 20 maggio 2016, ore 20:30 CEST 42ª giornata | Vicenza                 | 0 – 0 referto | Perugia | Stadio Romeo Menti (11.104 spett.)\| Arbitro: \| Ripa (Nocera Inferiore) \| |
| Arbitro:                                            | Ripa (Nocera Inferiore) |               |         |                                                                             |

### Coppa Italia

#### Secondo turno
| Arbitro: | Pairetto (Nichelino) |

|                                         |           |           |
| Ardemagni 25’, 47’ (rig.) Lanzafame 71’ | Marcatori | 20’ Siega |

#### Terzo turno
| Arbitro: | Irrati (Pistoia) |

|                            |           |  |
| Honda 10’ Luiz Adriano 28’ | Marcatori |  |

## Statistiche

### Statistiche di squadra
| Competizione | Punti       | In casa | In casa | In casa | In casa | In casa | In casa | In trasferta | In trasferta | In trasferta | In trasferta | In trasferta | In trasferta | Totale | Totale | Totale | Totale | Totale | Totale | D.R. |
| Competizione | Punti       | G       | V       | N       | P       | Gf      | Gs      | G            | V            | N            | P            | Gf           | Gs           | G      | V      | N      | P      | Gf     | Gs     | D.R. |
| ------------ | ----------- | ------- | ------- | ------- | ------- | ------- | ------- | ------------ | ------------ | ------------ | ------------ | ------------ | ------------ | ------ | ------ | ------ | ------ | ------ | ------ | ---- |
| Campionato   | 55          | 21      | 8       | 7       | 6       | 21      | 17      | 21           | 6            | 6            | 9            | 19           | 23           | 42     | 14     | 13     | 15     | 40     | 40     | 0    |
| Coppa Italia | terzo turno | 1       | 1       | 0       | 0       | 3       | 1       | 1            | 0            | 0            | 2            | 0            | 2            | 2      | 1      | 0      | 1      | 3      | 3      | 0    |
| Totale       | 55          | 22      | 9       | 7       | 6       | 24      | 18      | 22           | 6            | 6            | 11           | 19           | 25           | 44     | 15     | 13     | 16     | 43     | 43     | 0    |

### Statistiche dei giocatori
| Giocatore           | Serie B  | Serie B | Serie B     | Serie B    | Coppa Italia | Coppa Italia | Coppa Italia | Coppa Italia | Totale   | Totale | Totale      | Totale     |
| Giocatore           | Presenze | Reti    | Ammonizioni | Espulsioni | Presenze     | Reti         | Ammonizioni  | Espulsioni   | Presenze | Reti   | Ammonizioni | Espulsioni |
| ------------------- | -------- | ------- | ----------- | ---------- | ------------ | ------------ | ------------ | ------------ | -------- | ------ | ----------- | ---------- |
| R. Aguirre          | 17       | 3       | 4           | 0          | -            | -            | -            | -            | 17       | 3      | 4           | 0          |
| M. Alhassan         | 11       | 0       | 4           | 0          | 2            | 0            | 0            | 0            | 13       | 0      | 4           | 0          |
| M. Ardemagni        | 36       | 11      | 8           | 0          | 2            | 2            | 0            | 0            | 38       | 13     | 8           | 0          |
| F. Ayres            | 17       | 2       | 0           | 0          | 2            | 0            | 0            | 0            | 19       | 2      | 0           | 0          |
| N. Belmonte         | 31       | 2       | 6           | 1          | -            | -            | -            | -            | 31       | 2      | 6           | 1          |
| R. Bianchi          | 7        | 1       | 0           | 0          | -            | -            | -            | -            | 7        | 1      | 0           | 0          |
| G. Comotto          | 6        | 0       | 0           | 1          | 1            | 0            | 0            | 0            | 7        | 0      | 0           | 1          |
| L. Del Prete        | 33       | 4       | 3           | 4          | 1            | 0            | 0            | 0            | 34       | 4      | 3           | 4          |
| F. Della Rocca (II) | 37       | 1       | 5           | 0          | -            | -            | -            | -            | 37       | 1      | 5           | 0          |
| S. Di Carmine       | 20       | 3       | 1           | 0          | 2            | 0            | 0            | 0            | 22       | 3      | 1           | 0          |
| J. Drolé            | 23       | 1       | 5           | 0          | -            | -            | -            | -            | 23       | 1      | 5           | 0          |
| Filipe              | -        | -       | -           | -          | 1            | 0            | 0            | 0            | 1        | 0      | 0           | 0          |
| S. Guberti          | 12       | 1       | 0           | 0          | -            | -            | -            | -            | 12       | 1      | 0           | 0          |
| D. Lanzafame        | 17       | 0       | 7           | 0          | 2            | 1            | 2            | 1            | 19       | 1      | 9           | 1          |
| G. Mancini          | 12       | 0       | 1           | 0          | 2            | 0            | 1            | 0            | 14       | 0      | 2           | 0          |
| M. Miloš            | 25       | 1       | 5           | 0          | -            | -            | -            | -            | 25       | 1      | 5           | 0          |
| R. Mirval           | 1        | 0       | 0           | 0          | -            | -            | -            | -            | 1        | 0      | 0           | 0          |
| S. Molina           | 28       | 0       | 7           | 1          | -            | -            | -            | -            | 28       | 0      | 7           | 1          |
| S. Monaco           | 3        | 0       | 0           | 0          | -            | -            | -            | -            | 3        | 0      | 0           | 0          |
| J.D. Moudoumbou     | 3        | 0       | 0           | 0          | -            | -            | -            | -            | 3        | 0      | 0           | 0          |
| V. Parigini         | 19       | 4       | 7           | 1          | -            | -            | -            | -            | 19       | 4      | 7           | 1          |
| S. Prcić            | 13       | 3       | 2           | 1          | -            | -            | -            | -            | 13       | 3      | 2           | 1          |
| G. Rizzo            | 30       | 1       | 4           | 0          | 2            | 0            | 0            | 0            | 32       | 1      | 4           | 0          |
| A. Rosati           | 42       | -40     | 1           | 0          | 2            | -3           | 0            | 0            | 44       | -43    | 1           | 0          |
| M. Rossi            | 23       | 0       | 7           | 0          | 2            | 0            | 0            | 0            | 25       | 0      | 7           | 0          |
| A. Salifu           | 5        | 0       | 3           | 0          | 2            | 0            | 0            | 0            | 7        | 0      | 3           | 0          |
| L. Spinazzola       | 34       | 0       | 6           | 0          | 2            | 0            | 0            | 0            | 36       | 0      | 6           | 0          |
| R. Taddei           | 15       | 0       | 4           | 0          | -            | -            | -            | -            | 15       | 0      | 4           | 0          |
| M. Volta            | 39       | 1       | 9           | 0          | 1            | 0            | 0            | 0            | 40       | 1      | 9           | 0          |
| A. Zapata           | 22       | 3       | 4           | 0          | -            | -            | -            | -            | 22       | 3      | 4           | 0          |
| P.D. Zebli          | 28       | 0       | 8           | 1          | -            | -            | -            | -            | 28       | 0      | 8           | 1          |